# ハインリヒ1世 (ブラウンシュヴァイク＝ヴォルフェンビュッテル公)
ハインリヒ1世（ドイツ語：Heinrich I., 1463年6月14日 - 1514年6月23日）は、ブラウンシュヴァイク＝リューネブルク公の1人で、ヴォルフェンビュッテル侯（在位：1503年 - 1514年）。カレンベルク＝ゲッティンゲン及びヴォルフェンビュッテル侯ヴィルヘルム2世とその妻エリーザベト・ツー・シュトルベルクの長男。カレンベルク＝ゲッティンゲン侯エーリヒ1世の兄。

## 生涯
1491年に父が引退すると、ハインリヒ1世は弟のエーリヒ1世と共同でヴォルフェンビュッテルなどの領国を支配した。1494年、兄弟は領国を分割し、ハインリヒ1世はブラウンシュヴァイクとヴォルフェンビュッテルを中心とする領国の東部を手に入れた。
1492年より、ハインリヒ1世は貢納金を払わなかった事を罰する為、ブラウンシュヴァイク市を1年半にわたって包囲した。この包囲は結局、両者の妥協に終わった。1501年、長男のクリストフが補佐司教を務めるブレーメン大司教区をフリースラントが脅した為、フリースラントを攻撃したものの、遠征は失敗に終わった。1511年、ハインリヒ1世は同じブラウンシュヴァイク＝リューネブルク家の人々と共に、ブラウンシュヴァイク＝リューネブルクを封建上の主君と認めないホーヤ伯領を征服した。
1514年に2度目のフリースラント遠征に出向いた時、レーロルト城を包囲中に流れ弾が頭に貫通して死亡した。

## 子女
1486年、ポンメルン＝ヴォルガスト公エーリヒ2世の娘カタリーナと結婚し、9人の子女を儲けた。
- クリストフ（1487年 - 1558年） - ブレーメン補佐司教、フェルデン司教
- カタリーナ（1488年 - 1563年） - 1509年、ザクセン＝ラウエンブルク公マグヌス1世と結婚
- ハインリヒ2世（1489年 - 1568年）
- フランツ（1492年 - 1529年） - ミンデン司教
- ゲオルク（1494年 - 1566年） - ブレーメン大司教、フェルデン司教
- エーリヒ（1500年 - 1553年） - ドイツ騎士団の騎士
- ヴィルヘルム（1514年以前 - 1557年） - ドイツ騎士団の騎士
- エリーザベト（1514年以前 - ?） - シュテターブルクの女子修道院長
- ヨハン（生没年不詳、夭折）

| 爵位・家督           | 爵位・家督                                                     | 爵位・家督         |
| -------------------- | -------------------------------------------------------------- | ------------------ |
| 先代 ヴィルヘルム2世 | ブラウンシュヴァイク＝ヴォルフェンビュッテル侯 1503年 - 1514年 | 次代 ハインリヒ2世 |